# Tap: Book of Angels Volume 20
Albums de Pat Metheny
The Mysteries
(2013)
Tap: Book of Angels Volume 20 est un album de compositions de John Zorn jouées et arrangées par Pat Metheny. Metheny joue de multiples instruments, et est soutenu à la batterie par Antonio Sánchez. Le cd est sorti simultanément sur Tzadik, le label de John Zorn, et sur Nonesuch, la maison de disque de Pat Metheny, sous deux pochettes différentes.

## Titres
| 1.    | Mastema | 7:19  |
| 2.    | Albim   | 9:07  |
| 3.    | Tharsis | 5:54  |
| 4.    | Sariel  | 11:09 |
| 5.    | Phanuel | 10:55 |
| 6.    | Hurmiz  | 6:12  |
| 50:36 |         |       |

## Personnel
- Pat Metheny - guitare acoustique, guitare électrique, guitare baryton, guitare sitar, tiple, basse, piano, marimba, cloches, bandonéon, percussion, électronique, bugle
- Antonio Sánchez - batterie